# Гарсоне, кухоль пива!…
«Гарсо́не, ку́холь пи́ва!…», або «Хло́пче, ку́холь пи́ва!…» (фр. Garçon, un bock!…) — новела французького письменника Гі де Мопассана, видана у 1884 році. Твір розповідає життєву історію старого парубка, що не бажає мати сім'ю через травматичні спогади дитинства.

## Історія
Ця новела вперше була надрукована в газеті «Gil Blas» 1 січня 1884 року. Автор присвятив її французькому поетові кубинського походження Хосе (Жозе) Марії де Ередія. Цього ж року Гі де Мопассан опублікував новелу в книжковому форматі в збірці «Міс Гаррієт».
Український переклад цього твору здійснив Борис Козловський. Уперше новела побачила світ у видавництві «Дніпро», у восьмитомному зібранні творів Гі де Мопассана під назвою «Хлопче, кухоль пива!…», вдруге — у 1990 році у двотомнику вибраних творів письменника в тому ж перекладі, але під осучасненою назвою «Гарсоне, кухоль пива!…».

## Сюжет
Оповідач зайшов до дешевенької пивниці та сів поруч з літнім чоловіком неохайної зовнішності. Раптом візаві звернувся до нього, і в сусіді по столику той ледь упізнав друга молодості графа де Барре. Шокований занехаяним виглядом графа, оповідач намагається дізнатися, чим той займається і яка життєва трагедія призвела до такого занепаду. Та граф дивує свого колишнього друга зізнанням у тому, що безцільно байдикує в цій пивничці щодня. Він також принциповий парубок, який не бажає зв'язувати себе жодними стосунками з жінками. Щоби втамувати подив оповідача, граф де Барре пояснює, що до такої позиції призвели дитячі враження. У тринадцятирічному віці граф став свідком сімейної сварки між батьком і матір'ю, наслідком якої було жорстоке побиття жінки. Підліток утік, але служник повернув його додому. З того часу він розчарувався в родинних стосунках і гає життя у бездіяльності.

## Аналіз твору
Назва твору не пов'язана з його сюжетом, а відтворює другорядний художній елемент — повторюваний заклик «Гарсоне, кухоль пива!», який головний герой новели час від часу кидає протягом своєї оповіді. Ця дріб'язкова фраза наче відтворює усе його життя, яке звелося до просиджування в пивниці і в якому немає навіть натяків на духовні потреби.
Фабула твору порушує питання психологічної травми, яка спотворює світосприйняття графа де Барре, перетворює його на зневіреного в людях скептика. З погляду психології у графа наявні такі ознаки затяжної депресії, як збайдужіння до навколишнього світу, відсутність духовних інтересів і особистих зацікавлень, нехтування фізичним здоров'ям і зовнішнім виглядом, знижений статевий потяг.